# Frank R. Stockton

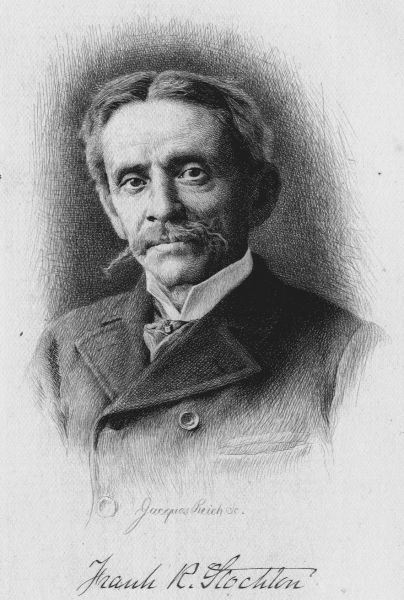
Frank R. Stockton

Frank Richard Stockton (* 5. April 1834 in Philadelphia, Pennsylvania; † 20. April 1902 in Washington, D.C.) war ein US-amerikanischer Schriftsteller und Humorist.

## Leben
Stockton war der dritte Sohn von Richard Stockton, einem bekannten Prediger der Methodistischen Kirche und dessen zweiter Ehefrau Emily Drean. Da Stockton mit einem steifen Bein zur Welt gekommen war, sollte er nach dem Wunsch seines Vaters studieren. Er weigerte sich und nach Ende seiner Schulzeit an der Central High School (Philadelphia) im Februar 1852 begann er eine Ausbildung als Holzschnitzer bzw. -stecher. Zur gleichen Zeit erlernte sein jüngerer Bruder den Beruf des Kupferstechers.
Während dieser Zeit begann Stockton auch erste kleine Erzählungen zu verfassen. 1855 konnte er dann mit „The slight mistake“ im American Courier. A Family Newspaper erfolgreich debütieren. Als sein Vater fünf Jahre später starb, war Stockton bereits als Schriftsteller so erfolgreich, dass er sich nur noch seinen literarischen Werken widmen konnte. Im April 1860 heiratete er in seiner Heimatstadt die Lehrerin Mary Anne Tuttle und ließ sich mit ihr in Burlington (New Jersey) nieder.
Zu Beginn des Bürgerkriegs sprach sich Stockton mit seinem Pamphlet „A northern voice for the dissolution of the Union of the United States of America“ als Abolitionist gegen die Sklaverei aus. Weitere geplante politische Veröffentlichungen unterließ er nach dem Fall von Fort Sumter. Später erwarb das Paar ein Haus in Nutley (New Jersey).
1867 ging Stockton zusammen mit seiner Ehefrau nach Philadelphia zurück, um für eine von seinem Bruder gegründete Zeitung zu schreiben. Parallel dazu konnte er regelmäßig in der Zeitschrift The Riverside Magazine veröffentlichen. 1868 berief ihn Mary Mapes Dodges in die Redaktion ihres Familienmagazins Hearth and Home. Dort veröffentlichte er u. a. unter den Pseudonym Paul Fort kleine Geschichten in deutscher und französischer Sprache und die Leser wurden aufgefordert die passenden englischen Übersetzungen einzusenden.
Zu dieser Zeit bekam Stockton ein Augenleiden, das langsam immer schlimmer wurde. Ab 1876 konnte weder lesen noch schreiben, sondern nur noch diktieren. Eine ärztlich verordnete Kur half nicht und 1884 unternahm er zusammen mit seiner Ehefrau eine ausgiebige Reise zu verschiedenen Kurorten in Europa. Auch diese fast einjährige Reise brachte kaum Besserung. Ab seiner Rückkehr 1885 gab Stockton seine Arbeit in der Redaktion mehr oder weniger auf und konzentrierte sich nur noch aufs Schreiben bzw. Diktieren. Als bekannter Schriftsteller machte er 1897 die Bekanntschaft mit der Malerin Dora Wheeler die ihn noch im selben Jahr porträtierte.
1899 kaufte er sich ein großes modernes Anwesen im Shenandoahtal (West Virginia). Dieses Haus, Clamont Court, war von Nachkommen der Familie George Washingtons erbaut worden. In seinen letzten Jahren schrieb bzw. diktierte Stockton kaum etwas. Er starb zwei Wochen vor seinem 68. Geburtstag und fand seine letzte Ruhestätte auf dem Woodlands Cemetery von Philadelphia. Ein Teil seines schriftlichen Nachlasses wird von der Clifton Waller Barrett Library an der University of Virginia verwaltet.

## Rezeption
Sein erstes Märchen Ting-a-ling wurde in jenem Jahr im Riverside Magazine veröffentlicht. 1870 erschien seine erste Buchsammlung. In den frühen 1870er Jahren war er auch Herausgeber der Zeitschrift. Um 1899 zog er nach Charles Town in West Virginia. 1898 wurde er in die American Academy of Arts and Letters gewählt.
Stockton vermied die didaktische Moralisierung seiner Kindergeschichten. Stattdessen setzte er sich mit den Untugenden wie Gier, Gewalt, Machtmissbrauch und anderen menschlichen Schwächen humorvoll auseinander und beschrieb die Abenteuer seiner Charaktere auf charmante und sachliche Weise in Geschichten wie The Griffin and the Minor Canon (1885) oder The Bee-Man of Orn (1887).

## Werke (Auswahl)
Prosa
- Rudder Grange.
- The Lady, or the Tiger? 1882 in The Century.
  - Deutsch: Die Dame – oder der Tiger? In: Die Dame oder der Tiger und andere Erzählungen. Maness Verlag, Zürich 1982, ISBN 3-7175-1626-4 (übersetzt von Elisabeth Schnack, Inhalt 15 Erzählungen).
- The Story of Viteau. 1884.
- The Hundredth Man. 1886.
- The Bee-Man of Orn. 1887.
  - Deutsch: Der Bienenmann von Orn. Maier, Ravensburg 1979, ISBN 3-473-39358-4 (übersetzt von Sybil Gräfin Schönfeldt, illustriert von Maurice Sendak).
- The House of Martha. 1891.
- Mrs. Cliff’s Yacht. 1896.
  - Deutsch: Abenteuer des Kapitän Horn. Spamer, Leipzig 1908.
- The Great Stone of Sardis.
  - Deutsch: Zum Nordpol und Erdkern. 1899 (gekürzte Fassung des Romans von 1898 in der Zeitschrift Illustrirte Welt als Fortsetzungsgeschichte).
  - Deutsch: Zum Nordpol und Erdkern. (Reprint in dem Privatdruck Der Uparchäologe – Fachzeitschrift für Uparchäologie, Heft 1/2008).
- A Bicycle of Cathay, 1900
- Kate Bonnet. The Romance of a Pirate’s Daughter. 1901.
- The Magic Egg and Other Stories. 1908.
- The Lost Dryad. 1912.

Sachbücher
- The Great War Syndicate. 1889.
- Buccaneers and Pirates of our coast. New York 1898.

Sammlungen
- The Novels and Stories of Frank Stockton. Scribner, New York 1899/1904 (23 Bände).
- Fairy Tales of Frank Stockton. Scribner, New York 1900.
- The story-tellers pack. Scribner, New York 1968 (illustriert von Bernarda Bryson, Inhalt 17 Erzählungen)